# 주암서원
주암서원(舟岩書院)은 대한민국 전북특별자치도 임실군에 있는 조선시대의 교육기관이다. 1984년 4월 1일 전라북도의 문화재자료 제21호로 지정되었다.

## 개요
연촌 최덕지·암계 최연손·율계 장급·사촌 장경세 등의 위패를 모신 서원이다.
조선 인조 8년(1630)에 세웠으며, 광무 원년(1897)에 철폐되었다가 그 후 1907년에 다시 세웠다.
제사지내는 장소인 사당은 앞면 3칸·옆면 2칸 규모로, 지붕은 옆면에서 볼 때 여덟 팔(八)자 모양인 팔작지붕이다. 공부하는 강당 역시 팔작지붕으로 앞면 4칸·옆면 3칸 규모의 건물이다.
이 서원에서는 해마다 음력 3월에 제사를 지내고 있다.

## 참고 자료
- 주암서원 - 국가유산청 국가유산포털